# Zamek skałkowy

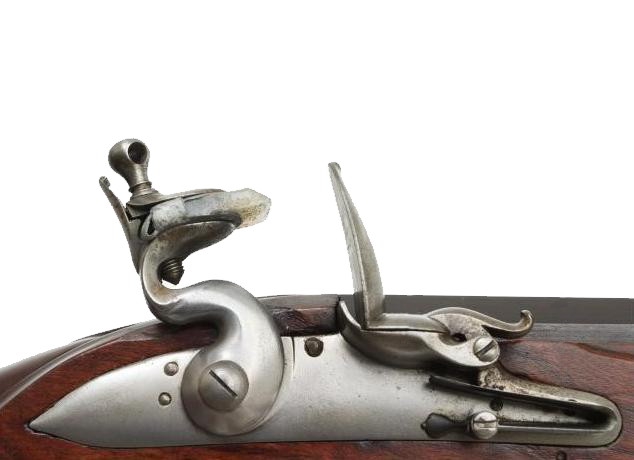
Zamek skałkowy

Zamek skałkowy – zamek stosowany w dawnej broni strzeleckiej (odprzodowej, rozdzielnego ładowania), wykorzystujący do zainicjowania wystrzału iskry z krzemienia uderzającego o krzesiwo. Stosowany od XVII do I poł. XIX wieku.

## Charakterystyka
W zamku skałkowym zapłon prochu na panewce inicjowany jest przez iskry powstające przy uderzeniu skałki (kawałka krzemienia) zamocowanej w szczękach kurka o krzesiwo (płytkę metalową). Po naciśnięciu spustu, kurek ze skałką opadał na krzesiwo, a powstające iskry padały na panewkę z prochem zapalając go. Płomień z panewki poprzez otwór zapałowy z boku lufy dostawał się do komory nabojowej powodując zapłon ładunku miotającego i wystrzał.

Działanie zamka skałkowego
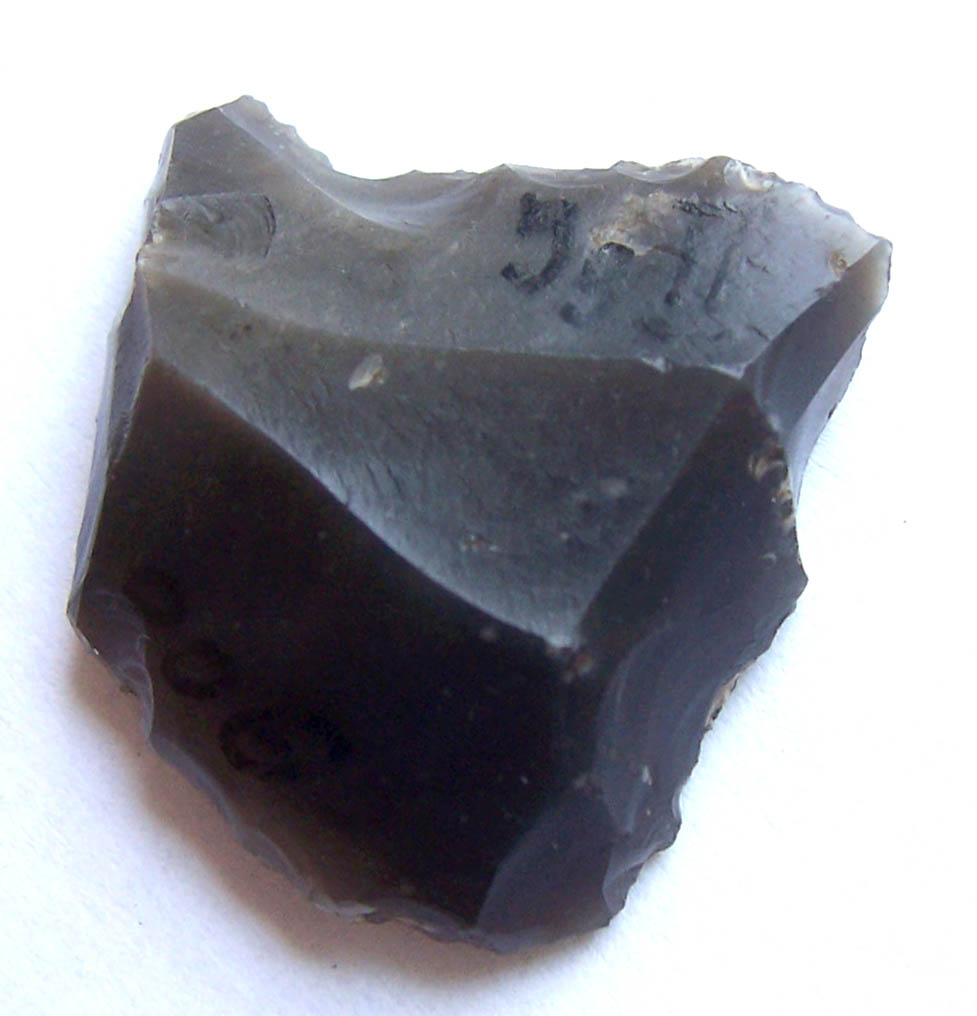
Krzemień (skałka) z XVII wieku, stosowany w zamku skałkowym

## Rodzaje
Wyróżnia się następujące rodzaje zamków skałkowych:
- zamek niderlandzki
- zamek hiszpański
- zamek francuski
- zamek angielski

## Historia
Zamek skałkowy wynaleziony został ok. 1570 roku, a rozpowszechnił się w drugiej połowie XVII w., wypierając wcześniej stosowane zamki lontowe i kołowe. Zastąpienie pirytu stosowanego w zamku kołowym krzemieniem pozwoliło na uproszczenie i potanienie konstrukcji, jednocześnie upraszczając obsługę broni. Zamek skałkowy stosowany był powszechnie do połowy XIX gdy zastąpił go nowocześniejszy zamek kapiszonowy.